# Земплін

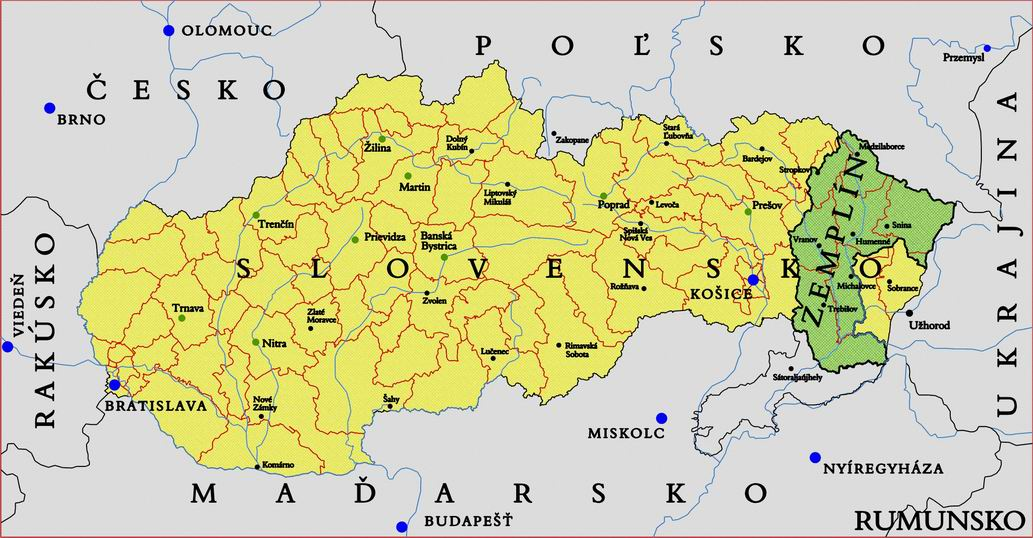
Земплін

Земплін, або Земплин (Zemplín) — історична область Словаччини, до 1920 року — північна частина колишнього однойменного комітату Угорського королівства. Частина Земпліна належить до українського етнічного регіону Пряшівщина.
Центр — Земплінский Град. 
Збігається з територіями сучасних адміністративних округів Словаччини Гуменне, Вранов-над-Топльоу, Требішов, Михайлівці, Меджилабірці, Снина. 
Невелика частина комітату Земплін (околиці Чопа) була в червні 1945 приєднана до  Закарпатської області України.

## Географія
Долини річок Бодрог, Горнад, Лаборець, Латориця, Ондава, Тиса, Тепла.
Гірський масив Земплінске Врхи.

## Центр
Комітат Земплін виник в XI столітті зі столицею в Земплінскому граді, пізніше Блатни Поток, Сечовце і нарешті Шаторальяуйхей.